# Кажані
Кажані (мак. Кажани) — село в общині Бітола, у Північній Македонії. Село розташовано в долині на північних схилах гірського масиву Пелістер, на висоті близько 860—880 м над рівнем моря. Відстань до адміністративного центру общини Бітоли складає 16 км, повз село йде автодорога Бітола — Ресен. На сході межує з селом Цапарі, на півдні — з Маловіште.
Селом протікає річка Шемніца, на якій розташована гідрометеорологічна станція.
Село займає площу 7,7 км², з яких 3,64 км² орна земля, на ліси приходиться 3,15 км², а на пасовиська — 1,23 км². Населення переважно займається сільським господарством. Є поштове відділення, амбулаторія, магазин. Також у селі є церква й кафе.
У 1928 поблизу села проводив археологічні розкопки сербський історик та археолог Нікола Вуліч, який виявив там квадратну римську фортецю з баштами в кутах, що знаходилася поблизу давньоримської Егнатієвої дороги.
Село згадував у своєму репортажі співробітник американського посольства в Белграді в середині 1960-х років Чарлз Кеннеді, як приклад найбільш глухого регіону країни Існує також декілька записів албанських народних пісень, зібраних у Кажані 1951 року.

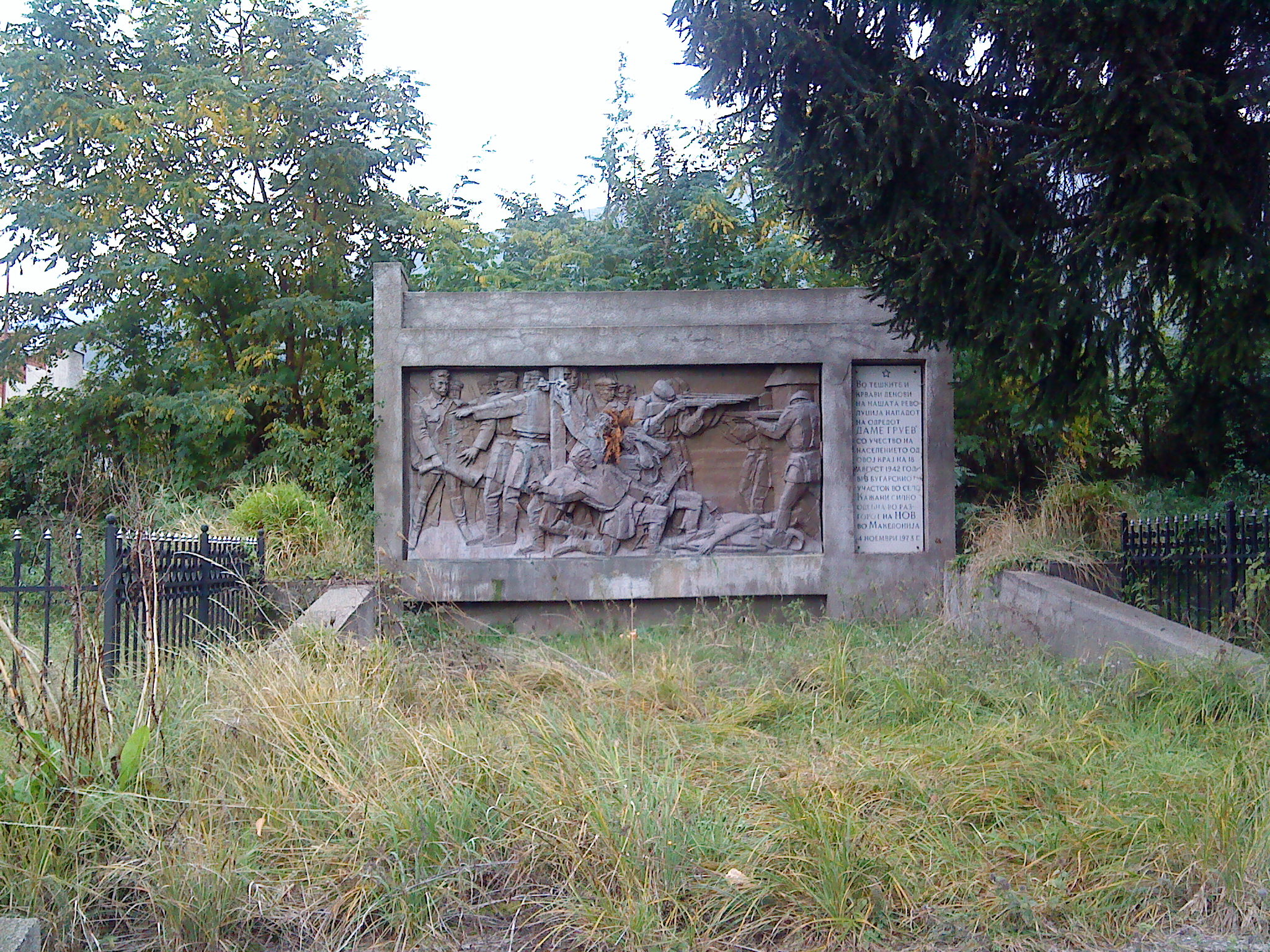
Пам'ятник Народно-визвольній армії Югославії

## Населення
Станом на 1905 рік у Кажані мешкало 536 осіб, 1953 року — 178 (130 македонці, 45 турків, 1 серб, 2 інших) За переписом 1961 року в селі мешкали 134 особи, а 1994 року — 104, з яких 73 македонці, 26 албанців, 5 турків. За переписом 2002 року у селі було тільки 75 мешканців (59 македонців, 13 албанців, 2 турки; 59 — православні, 15 мусульман), а дослідження 2019 року виявило лише 60 осіб.